# Kel Tamasheq
Kel en tamashek, significa « la gente de… » : por ejemplo Kel Tamasheq significa « la gente del tamasheq », o más precisamente los tuaregs que hablan el tamashek, el sistema de escritura de esta lengua tuareg es el Tifinag.
Dado que los tuaregs se definen en función de los lugares de vida, o de su tribu, la palabra tamashek queda reemplazada por el nombre de su región, o de su tribu, lo que da los derivados ...
Los grandes grupos tuaregs son definidos así : 
- Kel Ahaggar significa los Tuaregs del Ahaggar, Argelia.
- Kel Adagh, los Tuaregs del Adrar de los Iforas, Malí. (Adagh = montaña)
- Kel Ajjer, los Tuaregs del este de Argelia y del oeste de Libia.
- Kel Ansar, confederación tuareg de la región de Tombuctú.
- Kel Air son los tuaregs de las Montañas de Air en Níger.
- Kel Gress, cofradía tuareg del sur de Níger.

- etc.

- Datos: Q3194829